# Министерство обороны Сербии
Министерство обороны Сербии (серб. Министарство одбране Републике Србије) — министерство, которое отвечает за защиту Республики Сербия от внутренних и внешних военных угроз.
Министерство совместно с вооружёнными силами страны выпускает научный журнал Военно-технический вестник.

## Организационная структура
- Министр обороны
  - Кабинет министра обороны
    - Служба протокола Министерство обороны

  - Государственный секретарь
    - Отдел по чрезвычайным ситуациям
    - Отдел по бюджету и финансам

  - По связям с общественностью
  - Генеральный штаб
  - Отделение оборонной политики
    - Отдел по реорганизации
    - Отдел стратегического планирования
    - Отдел по вопросам международного военного сотрудничества
    - Институт стратегических исследований

  - Секретариат
    - Отдел по правовым вопросам
    - Оперативный отдел
    - Отдел кадров
    - Отдел по воинской повинности
    - Отдел военного образования
    - Военный Фонд социального страхования
    - Военная академия Белграда
    - Отдел логистики
    - Военно-географический институт
    - Отдел закупок
    - Отдел оборонительных технологий
    - Военно-технический институт
    - Департамент здравоохранения
      - Военно-медицинский центр учреждений Белграда
      - Военный госпиталь Ниш
      - Военно-медицинский центр Нови-Саде
      - Центральной магазин-аптека
      - Военно-медицинская комиссия

    - Департамент инфраструктуры